# Semiothisa cricophera
Semiothisa cricophera là một loài bướm đêm trong họ Geometridae.